# Torey
Torey ist ein seltener männlicher Vorname, der sich von dem altnordischen Þórr (Thor) mit der Bedeutung Donner ableitet. Torey ist somit eine anglisierte Form des nordischen Namen Tore und nahezu ausschließlich im angelsächsischen Sprachraum zu finden.

## Namensträger
- Torey L. Hayden (* 1951), US-amerikanische Autorin und Psychologin
- Torey Krug (* 1991), US-amerikanischer Eishockeyspieler
- Torey Lovullo (* 1965), US-amerikanischer Baseballspieler und -trainer
- Torey Malatia (* 1951), US-amerikanischer Journalist und Radioproduzent
- Torey Pudwill (* 1990), US-amerikanischer Skateboarder
- Torey Thomas (* 1985), US-amerikanischer Basketballspieler